# Phare de Punta de Teno
Le phare de Punta de Teno est un phare situé dans la commune de Buenavista del Norte à l'extrémité de la péninsule de Punta de Teno, à l'extrême la plus à l'ouest de l'île de la Tenerife, dans les Îles Canaries (Espagne).
C'est l'un des sept phares qui marquent le littoral de Tenerife et se trouve entre le phare de Punta Rasca au sud-est et le phare de Buenavista au nord-ouest.
Il est géré par l'autorité portuaire de la Province de Santa Cruz de Tenerife (Autoridad Portuaria de Santa Cruz de Tenerife).

## Histoire
Le premier phare a été achevé en 1897, dans le cadre du premier plan de feu maritime pour les îles Canaries. Construit dans un style similaire à d'autres phares canariens du 19e siècle, il se compose d'un bâtiment de plain-pied peint en blanc, avec de la roche volcanique foncée utilisée pour les décors de maçonnerie. La lumière se trouvait dans la lanterne située au sommet d'une tourelle de huit mètres de haut, attenante au bâtiment du côté de la mer, surplombant l'océan Atlantique. Il est resté en service jusqu'en 1978 pour être remplacé par la nouvelle tour moderne.
Le nouveau phare, qui a été construit à côté du bâtiment d'origine, est entré en service en 1978. Il se compose d'une tour cylindrique de 20 m de haut, peinte en blanc avec deux bandes rouges, qui supporte des galeries jumelles et une lanterne avec une coupole blanche. Le design est similaire à la nouvelle tour du phare de Fuencaliente sur La Palma.
Avec une hauteur focale de 60 m au-dessus du niveau de la mer, la lumière peut être vue jusqu'à 18 milles marins (33 km). Le phare émet trois éclairs de lumière blanche toutes les vingt secondes.
Identifiant : ARLHS : CAI-033 ; ES-12920 - Amirauté : D2832 - NGA : 23840 .
|                         |
| Le phare vu de la terre |

|          |
| Le phare |

### Lien connexe
- Liste des phares des îles Canaries